# Santa Coloma de la Comanda (església)

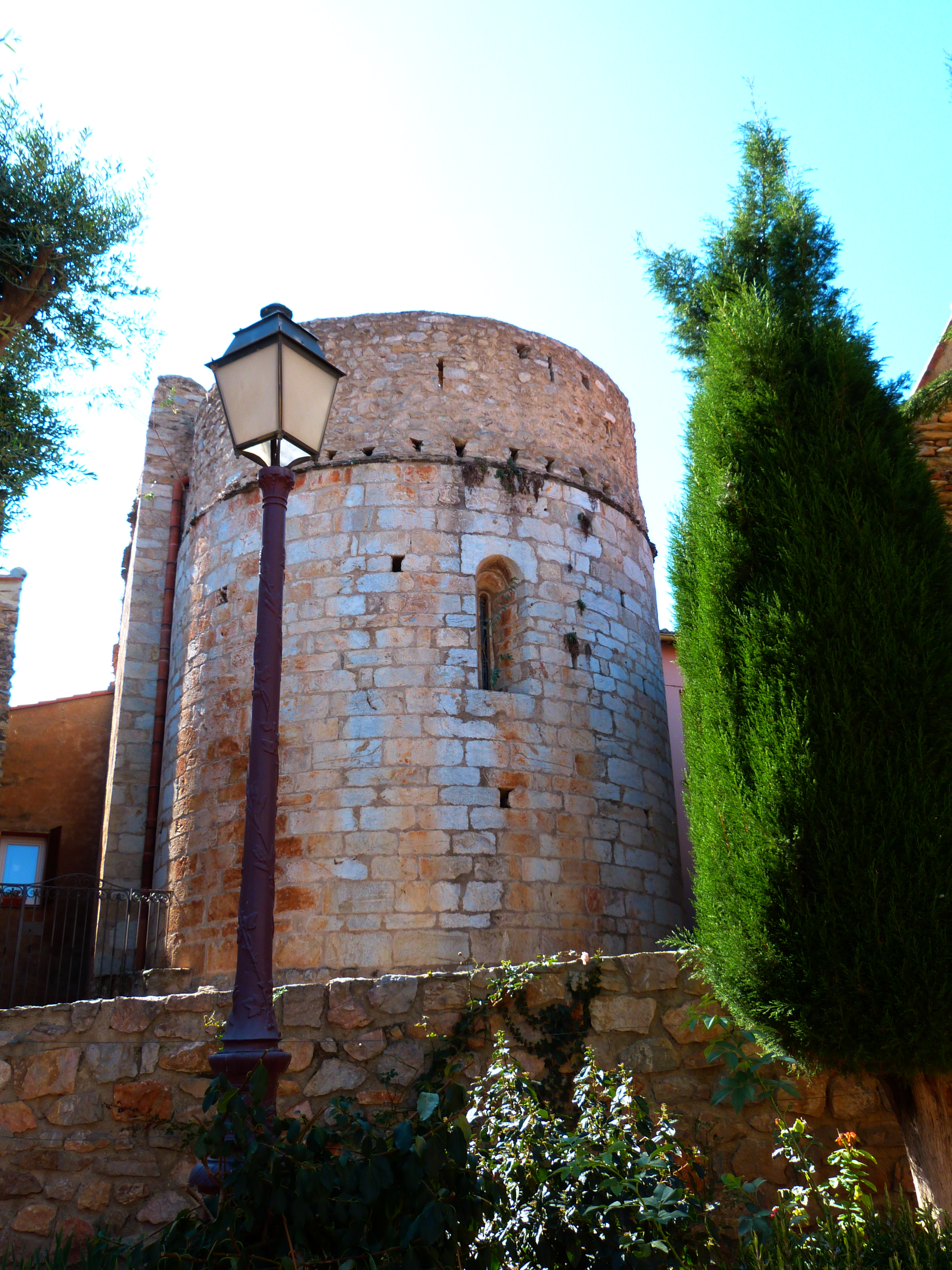
Absis de Santa Coloma de la Comanda

Santa Coloma de la Comanda, o de Tuïr (o de Conjunta) és l'església parroquial del poble de Santa Coloma de Tuïr, o Santa Coloma, a la comarca del Rosselló, de la Catalunya del Nord.
Està situada al bell mig del petit poble de Santa Coloma, al bell mig de la cellera originària del poble.

## Història
Inicialment anomenada Conjunta, el segle x depenia de l'abadia de Sant Pere de Rodes; una butlla papal del 974 confirmava aquesta possessió, la de villa Conjuncta, amb els molins que en depenien. El nom de Conjunta es mantingué almenys fins al segle xii, tot i que convisqué des de principis de l'xi amb el de Santa Coloma: villa Sancta Columba (1009). El 1018 la possessió d'aquest lloc i de la seva església motivà un litigi on intervingué Bernat, vescomte de Cerdanya, que pretenia tenir poble i parròquia en alou; el plet tingué lloc a Sant Tomàs de Llupià, presidit pel comte de Besalú, que sentencià a favor de Sunifred, fill del vescomte cerdà Bernat, contra d'altres aloers, que havien ocupat sense autorització terres i delmes.
Al segle xiii Santa Coloma fou infeudada a la família Palaudà (procedent de Palaldà). Bernat de Palaudà rebé les justícies civil i criminal, però a mitjan segle els monjos cavallers hospitalers de la Comanda del Mas Déu, de l'orde de Sant Joan de Jerusalem, successors dels templers al Mas Déu. Els hospitalers conservaren aquesta senyoria fins a la fi de l'Antic Règim.

## L'edifici

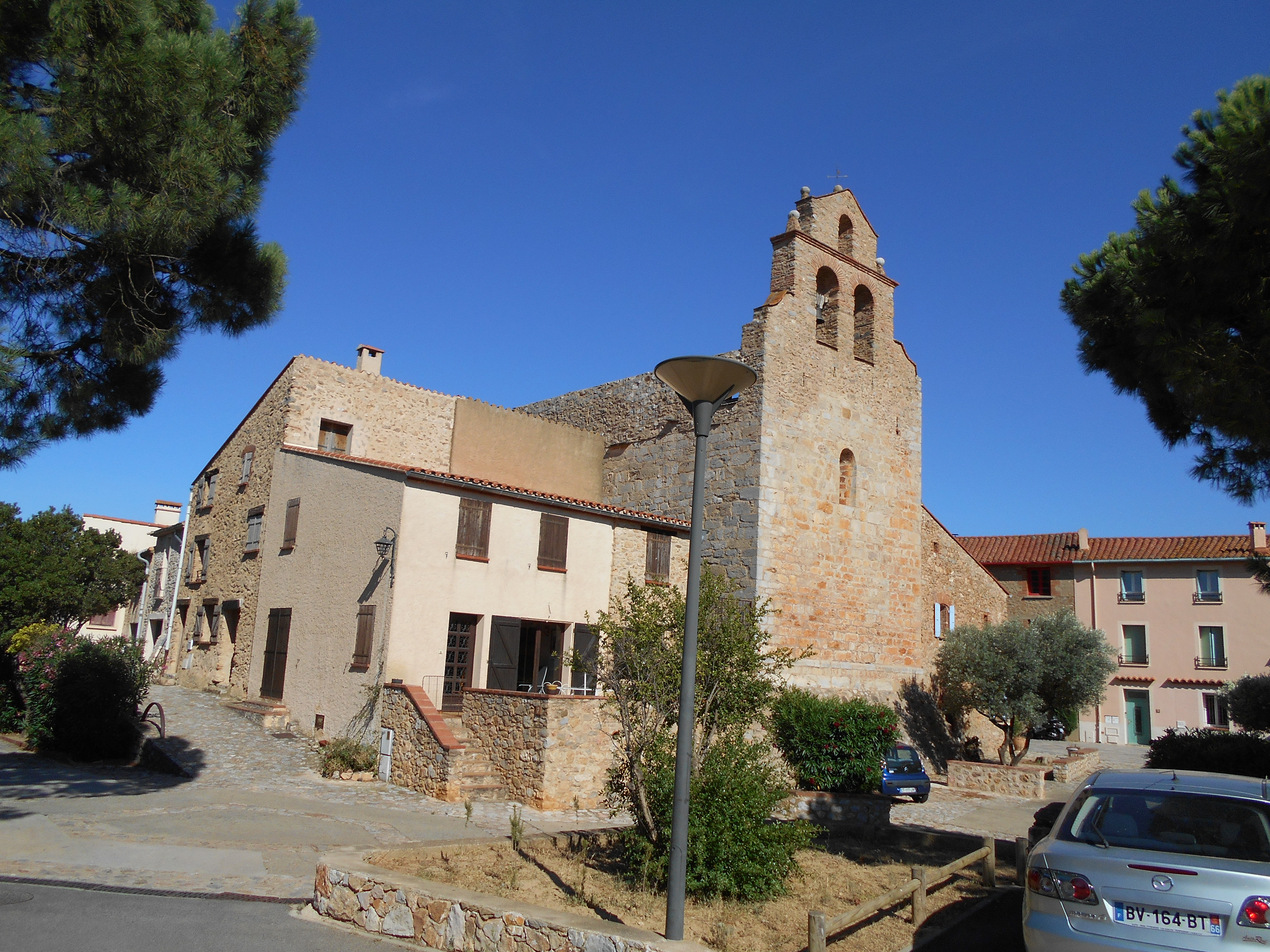
L'església des del nord-oest

Es tracta d'una església del segle xii, d'una sola nau capçada per un absis semicircular a llevant, com és habitual a les esglésies romàniques. Coberta amb volta de canó lleugerament apuntada, l'arc presbiteral és de mig punt. La pedra dels murs és de bells carreus de to daurat, ben tallats i regulars. Diverses finestres de doble esqueixada s'obren cap a l'exterior: dues a la façana meridional (una d'elles tapiada a causa d'una casa que es construí a la part exterior), una al centre de l'absis i una altra a la façana de ponent, sota el campanar d'espadanya de tres arcs, construït als segles XVII-XVIII. La porta d'ingrés, amb llinda, és a la façana meridional, mentre que el mur nord té una porta petita, que actualment comunica amb la sagristia.
L'absis de l'església fou sobrealçat exteriorment per tal de construir-hi un pas de ronda protegit per un mur amb espitlleres. Fou al segle xiv-XV, per tal de crear un petit recinte fortificat en el poble. L'església també conserva una pica baptismal del XII.